# Fania Fénelon
Fania Fénelon   (8è districte de París, 2 de setembre de 1908 - Le Kremlin-Bicêtre, 19 de desembre de 1983) va ser una pianista, compositora i cantant de cabaret francesa. La seva supervivència de l'Orquestra de Dones d'Auschwitz i l'Holocaust es va convertir en una pel·lícula de televisió, Playing For Time.

## Biografia
Fanja Goldstein va néixer a París el 1908 de pare jueu i mare catòlica. El seu pare, Jules Goldstein, era enginyer en la indústria del cautxú. Va tenir dos germans, Leonide i Michel Goldstein, que van sobreviure a la guerra. El seu matrimoni amb Silvio Perla (atleta suís, especialista en els 5000 m) va acabar en divorci, després de la guerra.

## Escolarització
Va assistir al Conservatori de París, on va estudiar amb Germaine Martinelli i va obtenir un primer premi de piano (malgrat la seva mida diminuta i les mans molt petites) i, alhora, treballava les nits cantant als bars.

## Durant la Guerra
Durant la Segona Guerra Mundial, es va unir a la Resistència francesa el 1940 fins a la seva detenció i deportació a Auschwitz-Birkenau, on va ser membre de l'Orquestra de Dones d'Auschwitz, després a Bergen-Belsen, fins que va ser alliberada el 1945. Pateix un cas potencialment mortal de tifus i pesa només 65 lliures, va cantar per a la BBC el dia del seu alliberament per part de les tropes britàniques. (Una entrada de la Biblioteca del Congrés per a aquest enregistrament posa el seu nom com Fanja Perla, el seu nom de casada en aquell moment.)
Amb el seu pseudònim de "Fénelon", que va assumir després de la guerra, Goldstein es va convertir en una coneguda cantant de cabaret. El 1966 va anar amb la seva parella afroamericana, el cantant de baríton Aubrey Pankey, a Berlín Oriental. Després de la mort de Pankey, va tornar a França. Del 1973 al 1975, amb Marcelle Routier, va escriure Sursis pour l'orchestre, un llibre sobre les seves experiències, basat en el diari que guardava als camps de concentració. Es tractava dels compromisos degradants que havien de fer els supervivents, l'humor negre dels interns que de vegades reien histèricament per vistes horribles, les tensions religioses i nacionals entre els interns (per exemple, entre els músics jueus i els polonesos, alguns dels quals eren antisemites), i la normalitat de la prostitució i les relacions lesbianes. A Birkenau, Fénelon va exercir de pianista, una de les dues cantants principals, arranjadora ocasional de peces musicals, i fins i tot de bateria temporal, quan el bateria original va emmalaltir breument.
Tots els membres de l'orquestra van sobreviure a la guerra, excepte dues, Lola Kroner i Julie Stroumsa, i la directora Alma Rosé que van morir d'una malaltia sobtada, possiblement intoxicació alimentària, al camp. La majoria dels altres supervivents, particularment Anita Lasker-Wallfisch i Violette Jacquet-Silberstein, no estaven d'acord amb la interpretació negativa de Fénelon envers Alma Rosé, que, encara que jueva, havia rebut l'estatus equivalent de kapo. El llibre es va traduir a l'alemany i l'anglès en edicions lleugerament abreujades.

## Després de la guerra
Linda Yellen va filmar Playing for Time utilitzant com a guió una adaptació dramàtica d'Arthur Miller. Fénelon es va queixar amargament per la suposada interpretació de Miller i Yellen de la vida als camps, i sobretot per l'elecció de Vanessa Redgrave per a interpretar-la. Redgrave era una coneguda simpatitzant de l'OLP i, de prop de 6 peus d'alçada, tenia poca semblança amb la petita Fania. 
| « | No accepto un personatge que em presenta com el contrari de com sóc jo... Jo volia ser Liza Minnelli. És petita, està plena de vida, canta i balla. Vanessa... no té sentit de l'humor, i això és l'única cosa que em va salvar de la mort al campament, | » |

 va dir Fénelon. Va renyar Redgrave en persona durant una entrevista de 60 minuts, però l'actriu va obtenir el suport de la comunitat d'actors. Fénelon mai no va perdonar a Redgrave, però finalment va suavitzar la seva visió de la producció admetent que era "una pel·lícula justa".

## Mort
Fania Fénelon va morir el 19 de desembre de 1983, a l'edat de 75 anys, en un hospital de París. Com a causes de la mort es van esmentar el càncer i la fallada del cor. Els seus germans, Leonide Goldstein, professora de psiquiatria de la Universitat de Medicina i Odontologia de Nova Jersey, i Michel Goldstein, un empresari retirat a París, li van sobreviure.